# Skärholmens församling
Skärholmens församling är en församling i Brännkyrka kontrakt i Stockholms stift. Församlingen ligger i Söderort i Stockholms kommun i Stockholms län och utgör ett eget pastorat.

## Administrativ historik
Församlingen bildades 1 januari 1969 genom en utbrytning ur Hägerstens församling och Hägerstens västra kyrkobokföringsdistrikt. Den nya församlingen hade samma datum 31 590 invånare och omfattade en areal av 10,30 kvadratkilometer, varav 8,88 km² land.

### Pastorat
- Från 1969: Församlingen utgör ett eget pastorat.[4]

## Areal
Skärholmens församling omfattade den 1 januari 1976 en areal av 10,3 kvadratkilometer, varav 8,9 kvadratkilometer land.

## Kyrkor
- Bredängs kyrka
- Skärholmens kyrka

## Series pastorum
2002: Kerstin Billinger.